# Caminata cuántica
En computación cuántica, una caminata cuántica o paseo cuántico es el equivalente cuántico de la caminata aleatoria clásica. Análogamente a la caminata aleatoria clásica, la cual es un objeto matemático (proceso estocástico) que describe un camino consistente en una sucesión de pasos aleatorios en un espacio matemático donde el estado del caminante está descrito por una distribución probabilística de posiciones, el andador en una caminata cuántica está en una superposición de posiciones. Así, las caminatas cuánticas son procesos unitarios que describen la evolución de una función de onda inicialmente localizada.    

## Motivación
Las caminatas cuánticas están motivadas por el deseo de mejorar la eficiencia y el rendimiento en el diseño de algoritmos aleatorios respecto a las comúnmente utilizadas caminatas aleatorias clásicas , y son la base de varios algoritmos cuánticos, como el conocido Algoritmo de Grover. Para algunos problemas oraculares (i.e. problemas de caja negra), los paseos cuánticos proporcionan una aceleración exponencial sobre cualquier algoritmo clásico. Las caminatas cuánticas también dan aceleraciones polinomiales sobre algoritmos clásicos para muchos problemas prácticos, como el problema de distinción de elementos, el problema de búsqueda de triángulos, y la evaluación de árboles NAND.

### Comparación con las caminatas clásicas aleatorias
Las caminatas cuánticas exhiben características muy diferentes de las caminatas aleatorias clásicas. En particular, no convergen para limitar las distribuciones y gracias a la interferencia cuántica pueden extenderse significativamente más rápido o más lento que sus equivalentes clásicos.

## Tipos de caminatas cuánticas
Al igual que las caminatas aleatorias clásicas, hay dos tipos de caminatas cuánticas: caminatas cuánticas en tiempo discreto y caminatas cuánticas en tiempo continuo.

### Tiempo continuo
Bajo ciertas condiciones, las caminatas cuánticas en tiempo continuo pueden utilizarse como modelo para computación cuántica universal. Esto no implica necesariamente uniformalidad. Los caminantes en tiempo continuo están descritos por la evolución unitaria bajo la acción del Hamiltoniano {\displaystyle H} descrito por la ecuación de Bose-Hubbard:
{\displaystyle H=\sum _{m}E_{m}a_{m}^{\dagger }a_{m}+{\frac {\Gamma }{2}}\sum _{m}{\hat {n}}_{m}\left({\hat {n}}_{m}-1\right)+\sum _{\langle {l,m}\rangle }J_{l,m}a_{l}^{\dagger }a_{m}}
donde {\displaystyle a_{m}^{\dagger }} y {\displaystyle a_{m}} son los operadores creación y aniquilación, {\displaystyle {\hat {n}}_{m}} el operador número, {\displaystyle E_{m}} es la energía en una posición, {\displaystyle J_{l,m}} es la tasa de tunelado, y {\displaystyle \Gamma } es la energía de interacción "in situ", esto es, la energía que cuesta que dos partículas ocupen la misma posición. El sistema evolucionará de acuerdo con el operador unitario  {\displaystyle U=e^{-iHt/\hbar }}. 

### Tiempo discreto
Una caminata cuántica en tiempo discreto se especifica mediante un "operador de monedas y turnos" (coin and shift operator en inglés), que se aplican repetidamente. 

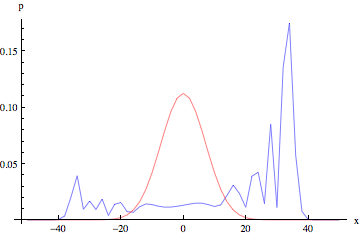
Distribución de probabilidad de una caminata aleatorias unidimensional de tiempo discreto. La gráfica muestra la caminata cuántica creada usando la moneda de Hadamard junto a una caminata clásica (roja) después de una iteración de 50 pasos de tiempo.

Considere el siguiente ejemplo. [7] Imagine una partícula en una línea (modelo unidimensional) de  espín interno 1/2. Su estado cuántico puede describirse como el producto tensorial {\displaystyle \otimes }  de un estado del espacio de Hilbert de espín 1/2 {\displaystyle |s\rangle \in {\mathcal {H}}_{C}=\{|\uparrow \rangle ,|\downarrow \rangle \}}, donde {\displaystyle |\uparrow \rangle } y {\displaystyle |\downarrow \rangle } representan los estados propios de la componente z del operador espín con autovalores +1/2 y -1/2 respectivamente, y un estado del espacio de posiciones {\displaystyle |i\rangle \in {\mathcal {H}}_{P}=\{|n\rangle :n\in \mathbb {Z} \}}.  El espacio de espín en una caminata cuántica es comúnmente conocido como "espacio de monedas" (coin space en inglés) y a cada espín se suele denominar moneda. Un salto condicional de la partícula en el espacio monodimensional vendrá dado por el operador {\displaystyle S=|\uparrow \rangle \langle \uparrow |\otimes \sum \limits _{i}|i+1\rangle \langle i|+|\downarrow \rangle \langle \downarrow |\otimes \sum \limits _{i}|i-1\rangle \langle i|} , es decir, la partícula salta a la derecha si tiene espín hacia arriba y salta a la izquierda si tiene espín hacia abajo. Por ejemplo, si inicialmente el  estado es {\displaystyle |\uparrow \rangle \otimes |0\rangle } y se aplica la operación de salto condicional, se obtiene el estado  {\displaystyle |\uparrow \rangle \otimes |1\rangle }. Si primero se rota el espín con alguna transformación unitaria {\displaystyle C}  en {\displaystyle {H}_{C}}, e.j. la transformación o moneda de Hadamard , y seguidamente se aplica   {\displaystyle S}, se obtiene un movimiento aleatorio en la línea. Para ilustrarlo, considérese el operador moneda de Hadamard {\displaystyle H}:
{\displaystyle |\uparrow \rangle \otimes |0\rangle {\overset {H}{\longrightarrow }}{\frac {1}{\sqrt {2}}}(|\uparrow \rangle +|\downarrow \rangle )\otimes |0\rangle {\overset {S}{\longrightarrow }}{\frac {1}{\sqrt {2}}}(|\uparrow \rangle \otimes |1\rangle +|\downarrow \rangle \otimes |-1\rangle )}
Si en este punto se mide el espín, se obtendría el estado hacia arriba en la posición 1 o un espín hacia abajo en la posición -1, y repetir el procedimiento correspondería a una caminata clásica como, por ejemplo, el tablero de Galton. En cambio, la idea de la caminata cuántica es que no se mide el estado en este punto (y por lo tanto no se fuerza el colapso de la función de onda) sino que se repite el procedimiento de girar el espín y saltar condicionalmente sin medir con antelación. De esta forma, las correlaciones cuánticas (es decir, la función de onda no colapsada) se conservan y diferentes posiciones pueden interferir. Esto proporciona una distribución de probabilidad drásticamente diferente en comparación con la distribución Gaussiana de la caminata clásica  como se ve en la figura de la derecha. En términos espaciales, uno ve que la distribución no es simétrica: aunque la moneda de Hadamard da un giro hacia arriba y hacia abajo con la misma probabilidad, la distribución tiende a desplazarse hacia la derecha cuando el giro inicial es un giro ascendente. Este efecto es, en términos generales, debido al hecho de que la moneda de Hadamard da una interferencia más destructiva de las posiciones para los caminos que van a la izquierda que para los caminos que van a la derecha. Se puede obtener una distribución simétrica cuando se usa algún otro operador o cuando se usa un estado de entrada como {\displaystyle {\frac {1}{\sqrt {2}}}(|\uparrow \rangle +\mathrm {i} |\downarrow \rangle )\otimes |0\rangle } porque la moneda de Hadamard no introduce números complejos, por lo que el espín arriba y abajo de este estado no se mezclan.
Considere lo que ocurre cuando se discretiza un operador de Dirac de masa en un espacio unidimensional. En ausencia de un término de masa, se tienen "motores" que llevan el estado a derecha e izquierda que se pueden caracterizar por un grado interno de libertad dado por el espín (espacio "moneda"). Cuando se introduce un término de masa, esto corresponde a una rotación en el espacio interno moneda. Una caminata cuántica consiste en iterar los operadores de cambio y monedas repetidamente.
Esto es muy parecido al modelo de Richard Feynman de un electrón un espacio-tiempo unidimensional. Describió los caminos en zigzag utilizando segmentos dirigidos a la izquierda para referirse a una de las monedas, y los segmentos de movimiento a la derecha a la otra. Véase el tablero de ajedrez Feynman para más detalles.
La probabilidad de transición para una caminata cuántica unidimensional se comporta siguiendo la tendencia de los polinomios de Hermite que (1) oscilan asintóticamente en la región clásica permitida, (2) se aproxima por la función de Airy alrededor de la pared del potencial y (3) decae exponencialmente en la región no permitida clásicamente .

## Correlaciones en las caminatas cuánticas
Cuando sólo se considera un caminante en la red (una partícula),  se ha determinado experimentalmente que su comportamiento se puede describir con ecuaciones de onda clásicas. Es necesario introducir más de un caminante (deben ser indistinguibles) a la vez para encontrar correlaciones espaciales no clásicas. Estas correlaciones se pueden moldear para formar un conjunto completo de operaciones lógicas cuánticas compactas.

## Caminatas y la lógica cuántica
El formalismo de las caminatas cuánticas permite desarrollar reglas algebraicas que rigen las operaciones cuánticas lógicas . Estas operaciones son utilizadas actualmente en el campo de la computación cuántica.

### El cúbit como caminante cuántico

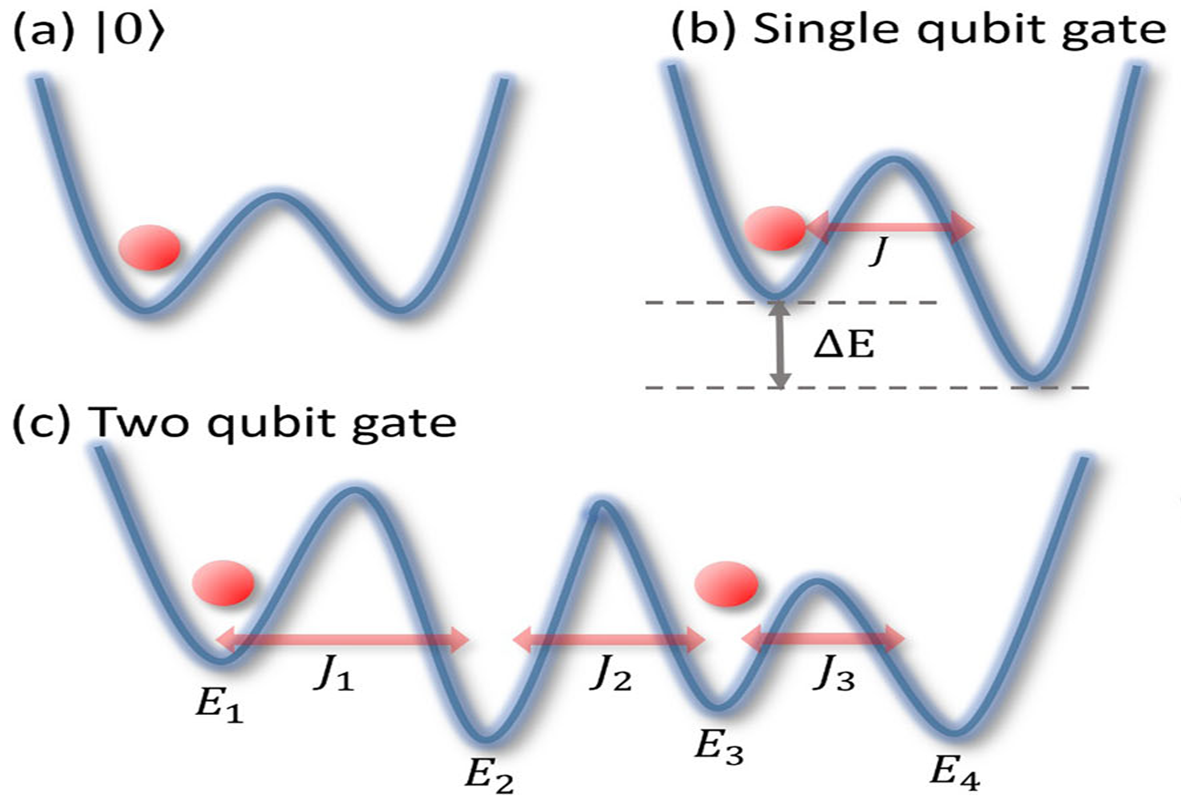
Puertas lógicas cuánticas basadas en caminatas cuánticas de bosones. Implementación de una puerta lógica de un cúbit y de dos cúbit.

Las caminatas cuánticas permiten describir el comportamiento de un cúbit en computación cuántica. En una red unidimensional, un cúbit está definido por un sistema cuántico, cuya función de onda es el caminante,  con dos estados propios. Un ejemplo de este sistema puede ser un bosón, el cual es el caminante, confinado en dos pozos de potencial, donde los estados {\displaystyle |0\rangle } y {\displaystyle |1\rangle } representan a la partícula en el pozo de la izquierda y derecha respectivamente. Una sola partícula cuántica puede ocupar los dos sitios en una superposición, codificando un qubit sin la necesidad de grados adicionales de libertad. De esta forma, se puede realizar un sistema de n qubits en una dimensión utilizando n bosones y N = 2n pozos, con un bosón en los dos primeros sitios (que representa el primer qubit), un bosón en los dos sitios siguientes (que representa el segundo qubit), y así sucesivamente.

### Implementación de puertas lógicas
Para poder controlar el comportamiento del cúbit es necesario diseñar un conjunto completo de puertas lógicas cuánticas. Para construir este conjunto de operaciones es necesario encontrar los parámetros de red que permitan llevar a cabo determinadas transformaciones unitarias dentro del espacio lógico. La operación lógica está definida totalmente por el operador evolución temporal {\displaystyle U=e^{-iH}} de la puerta.
Hay muchas opciones para la elección de un conjunto universal de puertas. Una opción útil es el conjunto de puertas CNOT  (puertas NOT controladas) , junto con todas las rotaciones de qubit único (exactamente universales) o las puertas de Hadamard y de desplazamiento de fase de cúbits individuales (aproximadamente universales). Estas puertas son aplicables tanto a a sistemas interactuantes como no interactuantes. Para más información, véase puerta cuántica.
Los parámetros del Hamiltoniano que definen las puertas CNOT se optimizan computacionalmente para lograr la máxima fidelidad. Es necesario acudir a métodos computacionales porque, mientras es posible encontrar fácilmente el operador  {\displaystyle U=e^{-iH}} desde el Hamiltoniano que describe el  sistema de muchas partículas es extremadamente difícil encontrar el Hamiltoniano del sistema partiendo del operador {\displaystyle U}. Se ha determinado que para un sistema de 2 fotones en una red con 6 posiciones se consigue una fidelidad del 100% para una probabilidad de suceso de 1/9, y se ha logrado optimizar un sistema de 3 cúbits en una puerta para realizar el  algoritmo de Deutsch-Jozsa para la función {\displaystyle f(x,y)=x\oplus {y}} con una fidelidad del 99.8%.

## Experimentos
Actualmente se cuenta con la tecnología suficiente para implementar experimentalmente sistemas de un caminante. Se ha alcanzado una alta resolución que permite monitorizar partículas individuales, pudiendo preparar estados iniciales confinados en una sola posición y estudiar la evolución de su función de onda, así como controlar totalmente los parámetros del potencial de la red. La dificultad aumenta enormemente al introducir más de un caminante debido a que aumenta enormemente la inestabilidad del sistema, aun así se han logrado crear redes sencillas unidimensionales con un número pequeño de posiciones en la red y de una partícula por cúbit. Se pueden crear puertas de caminantes bosónicos interactuantes confinando átomos ultra-fríos en potenciales ópticos o mediante trampas de iones, y no interactuantes con fotones en redes de guías de onda ópticas fabricadas con superconductores o divisores de haces.